# Nejvyšší dvorský sudí

Znak Českého království

Nejvyšší dvorský sudí (latinsky summus iudex curiae nebo supremus iudex curiae regalis, německy Oberster Hofrichter, dříve také Obrist-Hofrichter, obvykle uváděn jen jako dvorský sudí) byl v pořadí sedmým nejvyšším zemským stavovským úředníkem Českého království. Předsedal dvorskému soudu, do jehož kompetencí spadala královská léna a do roku 1497 i agenda odúmrti a u kterého byly vedeny desky dvorské, později manské nebo lenní (tabulae curiae, Hoflehentafel). Úřad byl zrušen Josefem II. v roce 1783. 

## Historie
Původně se jednalo o královského úředníka, který je poprvé zmiňován v roce 1170 za vlády druhého českého krále Vladislava I. (vládl 1140–1172, král od 1158). Tento úředník zastupoval krále (knížete) v soudnictví v centrální rovině, musel mít odbornou právní kvalifikaci, proto byla tato pozice, podobně jako u kancléře (cancellarius ducis), stabilní z hlediska obsazování.  Ve 30. letech 14. století za vlády Jana Lucemburského (vládl 1310–1346) vznikl dvorský soud, kterému předsedal dvorský sudí (poprvé v pramenech zmíněn roku 1337). Do jeho kompetence spadali přímí královi služebníci (např. rychtáři královských měst), především pak manské záležitosti a záležitosti těch církevních statků, které s králem pojila zakladatelská práva. Význam dvorského soudu vzrostl za Karla IV. (vládl 1346–1378), když se stal královským odvolacím soudem pro Falc a Lužici. Na konci 14. století některé jeho kompetence převzal komorní soud. V jagellonském období dvorský soud vyřizoval pouze lenní záležitosti a právo odúmrti, kterého se však Vladislav II. v roce 1497 vzdal. Mezi 12 nejvyšších zemských úředníků (beneficiarii supremi) byl zařazen až jako poslední v roce 1549, kdy bylo přepracováno Vladislavské zřízení zemské. Mohl se jím stát pouze příslušník vyšší šlechty (pán) a obsadil sedmou příčku. Obnovené zřízení zemské (1627) funkci ponechalo jako čistě formální. V předbělohorském období byl jmenován na doživotí, po roce 1627 pouze na pět let. Před Bílou horou přísahal králi a stavům, po Bílé hoře pouze králi a jeho dědicům. Do zániku místodržitelského kolegia v roce 1748 byl jedním z jeho jedenácti řádných členů. Dvorský soud a s ním i úřad dvorského sudího byl zrušen dekretem z 14. dubna 1783 během josefínských reforem. Po jeho zrušení bylo vedení desk dvorských převedeno na Úřad nejvyššího lenního sudího (Hoflehenrichteramt).
Přestože byl v hierarchii úřad nejvyššího dvorského sudího výše než úřad karlštejnského purkrabí, karlštejnský purkrabí byl finančně ohodnocen lépe. V druhé dekádě 17. století dostávál Vilém Slavata z Chlumu a Košumberka za vykonávání úřadu karlštejnského purkrabí 8000 tolarů ročně, po svém povýšení jako nejvyšší dvorský sudí pobíral pouze 400 tolarů ročně.
Na Moravě odpovídal nejvyšší dvorský sudí úřadu hofrychtéře.

## Seznam dvorských sudí Českého království
Seznam vychází z Palackého a Charváta. Rozdílné osoby a data jsou vždy ozdrojovány.

### Nejvyšší sudí
- 1170 Zvěst
- 1175–1178 Čéč z Isenberka (Železnice)
- 1183–1187 Jan
- 1189 Předota
- 1192–1199 Ratibor
- 1205–1212 Budivoj
- 1212 Ctibor
- 1216–1222 Dalibor
- 1222–1229 Záviš
- 1234–1239 Albert ze Slivna
- 1234 Aldik
- 1238 Albert
- 1240 Mikuláš
- 1240–1241 Zbislav
- 1241 Sulislav
- 1242 Čéč
- 1244 Ctibor
- 1249–1255 Pomněn
- 1256–1264 Čéč
- 1267–1269 Drslav
- 1277 Děpolt z Rýzmberka[3]
- 1277–1279 Oneš
- 1284–1287 Boleslav ze Smečna
- 1295 Sezema
- 1309–1324 Oldřich z Říčan  († 8. 4. 1325)
- 1328–1340 Oldřich Pluh z Rabštejna
- 1343–1394 Ondřej z Dubé

### Dvorští sudí
- 1337–1343 Jenec z Grunberka
- 1347 Hynek z Valdštejna
- 1351 Dětřich Špaček z Kostomlat
- 1352 Purkart, purkrabí magdeburský[4]
- 1356–1359 Zdeněk ze Šternberka
- 1363–1365 Boreš z Rýzmburka a z Oseku
- 1378[5]–1381 Jaroslav ze Šternberka
- 1382[6]–1387 Beneš Škopek z Dubé a z Liběšic (poprvé)
- 1394–1395 Burkard Strnad z Janovic na Vožici
- 1396[7]–1397 Břeněk z Rýzmberka a ze Skály (poprvé)
- 1398 Beneš Škopek z Dubé a z Liběšič (podruhé)
- 1403–1406 Břeněk z Rýzmberka a ze Skály (podruhé)
- 1408–1419 Albrecht z Koldic na Bílině
- 1437–1441 Albrecht z Koldic na Bílině
- 1453–1467[8] Jan Zajíc z Hazmburka na Kosti
- 1469 (červenec) – 1490 Jaroslav Berka z Dubé na Lipé
- 1490–1500 Jiří Berka z Dubé na Lipé
- 1500 (20. 6.) Mareš ze Švamberka
- 1503 Zdeněk Lev z Rožmitálu na Blatné (před 1470 – 14. 7. 1535 Blatná)
- 1503–1510 Jindřich Albrecht z Kolovrat na Krakovci († před 1540)
- 1512–1534 Václav Bezdružický z Kolovrat na Košátkách (1457 – před 1539)
- 1534 Jan ze Švamberka
- 1538 (15. 5.) – 1541 Jan III. starší Popel z Lobkowicz na Zbiroze (1490 – 14. 6. 1569 Libochovice; chlumecká linie)[9]
- 1544–1549 Jindřich starší ze Švamberka na Zvíkově
- 1549–1554 Adam I. ze Šternberka na Zelené hoře († 6. 2. 1560)[10]
- 1557–1558 Jan ze Švamberka na Milivsku
- 1560–1577 Adam ze Švamberka na Přimdě a Volši
- 1577–1583 Jan z Valdštejna na Sedčicích
- 1584–1585 Jiří Bořita z Martinic na Smečně (1532 – 22. 1. 1598)[11]
- 1592 (10. 3.) – 1596 Václav z Říčan na Hořovicích
- 1597–1599 Adam II. ze Šternberka (1575 – 10. 4. 1623)[12]
- 1599 (6. 11.) – 1602 Volf Novohradský z Kolowrat († 17. 1. 1609 Lnáře)[13]
- 1603–1609 Jan Jiří ze Švamberka na Orlíku († 15. 4. 1617)
- 1609–1610 Ferdinand z Donína
- 1610–1611 Jan Sezima z Ústí († 1617)
- 1611–1617 Vilém Slavata z Chlumu a Košumberka (1. 12. 1572 Čestín – 19. 1. 1652 Vídeň)[11]
- 1616 ? – 1618 Jindřich Matyáš z Thurnu (14. 12. 1567 Innsbruck – 28. 1. 1640 zámek Pernava, Livonsko)
- 1619–1620 Petr II. ze Švamberka na Třeboni a Orlíku (1577/1581 – 24. 9. 1620 Malá Strana, Praha)
- 1623–1628 Jindřich Libštejnský z Kolowrat (1570 – 6. 3. 1646)
- 1628–1634 Vilém mladší Popel z Lobkowicz na Bílině (kolem 1575 – 1. 1. 1647; bílinská linie)
- 1635 (13. 1.) – 1645 (4. 5.) Jáchym Oldřich Slavata z Chlumu a Košumberka (1606 Jindřichův Hradec – 4. května 1645 Bruck an der Mur)
- 1645 (26. 6.) – 1648 Heřman Czernin z Chudenic (24. 7. 1576 Nedrahovice – 7. 3. 1651 Kost)
- 1649–1650 Jindřich Volf Berka z Dubé († 1650)
- 1650 (20. 9.) – 1651 (1. 4.) Kryštof Ferdinand Popel z Lobkowicz (9. 10. 1614 – 4. 7. 1658; bílinská linie)
- 1651 (12. 7.) – 1672 Ferdinand Vilém Slavata z Chlumu a Košumberka  (1. 9. 1630 – 2. 4. 1673)
- 1673 (11. 6.) – 1685 (10. 3.) Jan Jiří Jáchym Slavata z Chlumu a Košumberka (1634/1637 Vídeň – 1. 7. 1689 Velvary)
- 1685 (10. 3.) – 1688 Jan František Bruntálský z Vrbna (3. 11. 1634 – 22. 8. 1705)[11]
- 1688 (17. 3.) – 1695 (14.5.) Karel Maxmilián Lažanský z Bukové (1639–1695)
- 1695 (1. 9.) – 1708 Antonín Jan z Nostitz-Rienecku (1652 – 30. 10. 1736)
- 1708 (5. 7.) – 1714 Jeroným (Hieronymus) IV. z Colloreda (12. 3. 1674 Udine – 2. 2. 1726 Vídeň)
- 1714–1719 František Josef z Valdštejna (25. 10. 1680 Mnichovo Hradiště – 24. 2. 1722 Praha)
- 1719 (19. 5.) – 1721 Josef František Bruntálský z Vrbna (2. 8. 1675 – 9. 6. 1755)
- 1721 (12. 8.) – 1733 (7. 3.) František Josef Czernin z Chudenic (5. 3. 1697 Praha – 7. 3. 1733 Vídeň)[14]
- 1734 (28. 3.) – 1747 Filip Josef z Gallasu  (24. 8. 1703 Praha – 23. 5. 1757 České Budějovice)
- 1747 (27. 2.) Karel Gotthard ze Schaffgotsche (27. 7. 1706 – 18. 12. 1780)
- 1748–1759 Václav Kazimír Netolický z Eisenberka (4. 3. 1700 Přehořov – 15. 3. 1760 Praha)
- 1759–1760 Prokop Jan Krakowský z Kolowrat (13. 3. 1718 – 6. 4. 1774)
- 1760–1766 Arnošt Vilém ze Schaffgotsche († 1766)
- 1766–1774 František Josef Pachta z Rájova (12. 8. 1710 Praha – 28. 11. 1799 Praha)
- 1774 (2. 7.) – 1781 František Antonín z Nostitz-Rienecku (17. 5. 1725 Pakoměřice – 29. 9. 1794 Praha)
- 1784–1789 Prokop Lažanský z Bukové (14. 9. 1741 Struhaře – 5. 8. 1804 Praha)
- ?–? Jan Leopold Sporck[15] (1758 – 10. 12. 1841 Praha), úřad zastával v době korunovace Ferdinanda V. Dobrotivého v roce 1836[16]

## Dvorští sudí (hofrychtéři) Moravského markrabství
V Moravském markrabství se dvorští sudí označovali jako hofrychtéři.